# Signs of Life
"Signs of Life" es la primera canción del álbum de 1987 de Pink Floyd, A Momentary Lapse of Reason, el primer álbum de la banda en que David Gilmour lidera al grupo, en ausencia del anterior líder Roger Waters.
Es el primer instrumental de Pink Floyd (excluyendo la versión en vivo de "The Last Few Bricks") desde "Any Colour You Like" (1973), del álbum The Dark Side of the Moon.

## Personal
- David Gilmour - Guitarras, sintetizadores y programación
- Nick Mason - Batería
- Richard Wright - Sintetizador Kurzweil
- Tony Levin - Bajo
- Jon Carin - Sintetizador

## Versión especial
En la versión especial, David Gilmour empieza soplando su micrófono y, durante la canción, hace el discurso que Nick Mason hace en la versión de estudio. La versión especial de 1988 dura 4:36.